# Skotnesholmane
Skotnesholmane est une île norvégienne du comté de Hordaland appartenant administrativement à Kjerrgarden.

## Description
Il s'agit de huit rochers désertiques qui s'étendent sur 300 m de longueur pour une largeur approximative de 166 m. 